# Via Montenapoleone (film)
Via Montenapoleone è un film del 1987 diretto da Carlo Vanzina.

## Trama
Nella rinomata via Montenapoleone si intrecciano le storie di vari personaggi dell'alta borghesia milanese.
Elena è una fotografa di successo che vive varie avventure amorose ma deve pagare i debiti di un padre fannullone con il vizio del gioco: quando questi muore dopo l'ennesimo eccesso si scopre incinta e decide di tenere il figlio che deve nascerle, sposando un amico.
Margherita è una bella donna borghese e annoiata, con un marito ricco molto più maturo di lei che decide di lavorare in un'agenzia di pubbliche relazioni: innamoratasi di un architetto play-boy viene poi lasciata e scopre che lei era solo una delle sue conquiste, così rientra nei ranghi familiari nascondendo il tradimento.
Francesca ha un'agenzia di organizzazione di eventi ed è molto possessiva nei confronti del figlio adolescente, timido con le ragazze: questi è avviato alla scoperta del sesso da Chiara, la socia in affari della madre, che rimane sconvolta dalla scoperta. Solo dopo qualche mese riusciranno a chiarirsi.
Guido è un giornalista omosessuale, riservato e sensibile, che vive con disagio la sua condizione ma che poi riuscirà a farsi accettare per quello che è dai colleghi e soprattutto dalla madre, che inizialmente non capisce la situazione ma che diverrà comprensiva dopo un tentativo di suicidio del figlio.
Luca e Raffaella preparano il loro matrimonio esagerato, lei estremamente snob, lui yuppie rampante; dopo pochi mesi il matrimonio naufraga e si incontrano in via Montenapoleone con i rispettivi nuovi compagni.

## Riconoscimenti
- 1987 – David di Donatello
  - Candidatura alla migliore attrice non protagonista a Valentina Cortese
  - Candidatura alla migliore scenografia a Mario Chiari

- 1987 – Nastro d'argento
  - Candidatura alla migliore attrice non protagonista a Valentina Cortese

- 1987 – Ciak d'oro
  - Miglior manifesto[1]